# Nathalie és Charles Henneberg

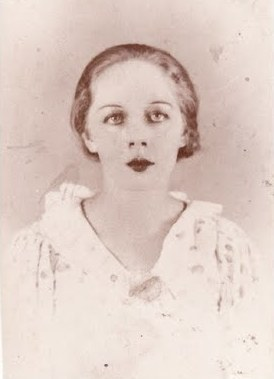
Nathalie Henneberg

Nathalie Henneberg  (Batumi, 1910. október 23. – Párizs, 1977. június 24.) és Charles Henneberg zu Irmelshausen Wasungen (1899–1959) francia tudományos-fantasztikus író házaspár. A férj haláláig regényeiket a férfi neve alatt publikálták, noha kettejük közül Nathalie volt a főbb szerző.  1959 után a feleség előbb Nathalie és Charles Henneberg néven, majd egyedül a saját neve alatt publikált.

## Életük
A feleség Natalija Novokovszkaja néven született a mai Georgia területén, szülei az orosz Nikolasz és Xénia Dimitrov voltak. A család 1920-ban, Vrangel tábornok csapataival hagyta el Grúziát, s előbb Törökországba, majd Szíriába, később Libanonba emigrált. Férjével 1936 júniusában találkozott Szíriában, 1937. március 23-án Damaszkuszban házasodtak össze.

## Irodalmi munkásságuk
A Charles Henneberg név alatt megjelent, általában folytatásokban publikált tudományos-fantasztikus munkáik a klasszikus űropera sémáit követik, a főszereplők szuperhősök, nem ritkán zsoldosok vagy katonák, az írásokra a heves, gyakran romantikus szenvedélyek jellemzők. La Naissance des Dieux (Az istenek születése, 1954) a görög és a nordikus mitológia hőseit adaptálta tudományos-fantasztikus környezetbe. E regényük elnyerte a Rosny-díjat. 
A Le Chant des Astronautes (Az űrhajósok éneke, 1958) az Algol csillagrendszerből származó energialények elleni harcról szól. Az An premier, Ère spatiale (Első év, űrkorszak, 1959) az első, fénysebességnél gyorsabb űrhajóról szól. Utolsó, csak a férj neve alatt megjelent kötetük, a La Rosée du Soleil (A Nap harmata, 1959) egy idegen világba került űrhajó legénysége négy tagjának kalandjait írja le. 
Férje 1959-es halála után Nathalie stílusa megváltozott, ugyan továbbra is fantasztikus műveket alkotott, de egyre inkább a fantasy mint a klasszikus sci-fi elemei lettek jellemzőek írásaira. Les Dieux Verts (A zöld istenek, 1961) cselekménye a Föld jövőjében játszódik, ahol az emberi civilizáció hanyatlóban van, s a világot a növényi királyság hatalmas entitásai, a „zöld istenek” irányítják. Le Sang des Astres (A csillagok vére, 1963) szintén a jövőben, 2700-ban játszódik, s egy, a középkori keresztes háborúk korára hasonló társadalmat ír le. Legjelentősebb műve, az 1964-ben megjelent La Plaie (A seb) című, 600 oldalas regény maroknyi ember és mutáns csatáját írja le egy, a galaxison átívelő gonosszal szemben. E munka folytatása, a Le Dieu foudroyé (Villámisten) 1976-ban jelent meg. 
Henneberg munkái kiemelkedő helyet foglalnak el az 1960-as évek francia tudományos-fantasztikus irodalmában. Regényeinek legfőbb értéke a hitelesen, részletesen ábrázolt, barokkos világkép.
Magyarul a Galaktika 3. száma közölte A kísértetföld című írásukat (1973); A kísértetföld című novellájuk A seholsincs bolygó (2011) antológiában olvasható.

## Fordítás
- Ez a szócikk részben vagy egészben  a   Nathalie et Charles Henneberg című francia Wikipédia-szócikk ezen változatának fordításán alapul.  Az eredeti cikk szerkesztőit annak laptörténete sorolja fel. Ez a jelzés csupán a megfogalmazás eredetét és a szerzői jogokat jelzi, nem szolgál a cikkben szereplő információk forrásmegjelöléseként.